# Giuseppe Antonio Bernabei
Giuseppe Antonio Bernabei, také Joseph Anton Bernabei (1649, Řím – 9. března 1732, Mnichov) byl italský hudební skladatel.

## Život
Giuseppe Antonio Bernabei byl synem skladatele a varhaníka Ercole Bernabeiho. Základní hudební vzdělání tak získal od svého otce. V roce 1665 nastoupil po svém otci jako varhaník v kostele San Luigi dei Francesi v Římě. V letech 1675 až 1677 byl varhaníkem v kostele San Marcello al Corso. V roce 1677 odcestoval za otcem do Mnichova, ke dvoru kurfiřta Ferdinanda Maria Bavorského. Stal se otcovým zástupcem ve funkci hudebního ředitele a v roce 1688 jej vystřídal. Krátce před zahájením cesty do Mnichova byl vysvěcen na kněze.
Dochovalo se jeho patnáct oper. Komponoval rovněž chrámovou hudbu a věnoval se i pedagogické činnosti. Z jeho žáků vynikl zejména Meinrad Spieß.

## Dílo

### Oratoria
- Il cieco nato (1675, Řím, Oratorio del Ss. Crocifisso di S. Marcello)
- La santissima croce ritrovata da Santa Elena imperatrice (1675, Řím)
- Ester, liberatrice del popolo ebreo (1675, Řím)
- Il Niceta

### Opery
- Alvilda in Abo (libreto Ventura Terzago, 1678, Mnichov)
- Enea in Italia (libreto Ventura Terzago, 1678, Mnichov)
- Ascanio in Alba (libreto Ventura Terzago, 1686, Mnichov)
- La gloria festeggiante (libreto L. Orlandi, 1688, Mnichov)
- Diana amante (libreto L. Orlandi, 1688, Mnichov)
- Il trionfo d'Imeneo (libreto L. Orlandi, 1688, Mnichov)
- Il segretto d'amore in petto del savio (libreto L. Orlandi, 1690, Mnichov)

### Chrámová hudba
- Exurgat Deus, mottetto a 3 voci e continuo (Řím, 1675)
- Sex missarum brevium, cum una pro defunctis. Liber I (7 messe a 4 voci, coro di ripieno, archi e basso continuo)

### Jiné skladby
- Duetti Lungi dall'idol mio (soprano e contralto)
- Lontananza crudel (due soprani), Bologna
- Orpheus ecclesiasticus symphonias varias (12 sonate per 2 violini e basso continuo)